# Industrias Licoreras de Guatemala
Industrias Licoreras de Guatemala ist ein guatemaltekischer Spirituosenhersteller und der größte Destilleriebetreiber in Guatemala.
Das Unternehmen wurde Anfang des zwanzigsten Jahrhunderts durch die vier Brüder Venancio, Andrés, Felipe, Jesús and Alejandro Botran gegründet, welche aus Spanien eingewandert waren. Zu Industrias Licoreras de Guatemala gehören die bekanntesten Marken Guatemalas. Neben dem Edelrum Ron de Zacapa gehören auch die Marken Botran sowie der im Land beliebte Billig-Aguardiente Quezalteca, welcher in verschiedenen Geschmacksrichtungen produziert wird, zum Angebot.

## Marken (Auswahl)
- Ron Zacapa
- Ron Botran
- Sello de Oro
- Venado
- Ron Caribbean Bay
- Quezalteca
- Chaparrita
- Barrilito
- Anis Guaca
- Valeroso Kuto
- Jaguar
- Tucan
- Vodka Black
- Vodka Red
- Cafetto